# السرو (حفاش)

تعديل مصدري - تعديل

السرو هي إحدى قرى عزلة جبل نعمان بمديرية حفاش التابعة لمحافظة المحويت، بلغ تعداد سكانها 445 نسمة حسب تعداد اليمن لعام 2004.